# Франко Неро
Франко Неро (італ. Franco Nero), справжнє ім'я та прізвище Франческо Спаранеро (італ. Francesco Clemente Giuseppe Sparanero) (Мілан, 23 листопада 1941) — італійський актор, продюсер.

## Біографія
Справжнє ім'я та прізвище — Франческо Спаранеро.  
Виріс в Бедонія (Мілан) в сім'ї поліцейського. Вивчав економіку та торгівлю в Міланському університеті. Закінчив акторські курси в Пікколо театрі Мілана.  
Кінодебютом Франко Неро став фільм «Челестіно» (1964, реж. Карло Лідзані). У 1965 році знявся в ролі Авеля в бойовику режисера Джона Х'юстона «Біблія». Успішною стала робота в «вестерні по-італійськи» режисера Серджо Корбуччі «Джанго» (1966). У 60-ті роки знімався у багатьох пригодницьких картинах і вестернах. Серед значних робіт Франко Неро в 60-ті роки — ролі у фільмах «Я її добре знав» (1965, реж. А. П'єтранджело), День сови (1968, реж. Даміано Даміані), «Тихе місце в селі» (1968, реж. Еліо Петрі), «Трістана» (1970, реж. Луїс Бунюель).  
У 70-і і 80-і роки активно знімався в політичному кіно Італії, в тому числі у фільмах режисера Даміано Даміані. Найкращі ролі цього періоду Франко Неро зіграв у кінорежисерів зі світовим ім'ям: Джозефа Лоузі («Романтична англійка», «Галілей», «Месьє Кляйн»), Р. В. Фасбіндера («Кверель»), Бертрана Бліє («Актори»), Франсуа Озона («П'ятьма два»), Габора Колтаї («Підкорення», «Хрестоносці»), Сергія Бондарчука («Битва на Неретві», «Червоні дзвони»).  
За роль у фільмі «Камелот» (1967) номінований на «Золотий глобус» в 1968 році. У 1970 році виконав головну роль в стрічці «Богомолець та циган», за яку отримав номінацію на «Золотий лавр».
У 1999 році на МКФ в Лос-Анджелесі і в 2003 на МКФ в Мілані нагороджений Почесним призом за довічний внесок у кінематограф.

## Особисте життя
Франко Неро з 1967 року пов'язують особисті взаємовідносини з видатною англійською актрисою Ванессою Редгрейв, мають спільного сина — Карло Габріеля Неро, нині актора і режисера. У 2006 році Ф. Неро і В. Редгрейв офіційно оформили свої стосунки. Знімається як в європейському, так і в голлівудському кіно. Виступає продюсером деяких ігрових фільмів.

## Фільмографія
| 1965 | Я її добре знав                                                                            | Італо                                                | Антоніо П'єтранджелі                                                             |                                                                     |
| 1965 | Ті, хто топчуть землю                                                                      | Чарлі Гарві                                          | Альберт Банд                                                                     |                                                                     |
| 1965 | Дика, дика планета                                                                         | Лейтенант Джейк Яковіц                               | Антоніо Маргеріті                                                                |                                                                     |
| 1966 | Війна планет                                                                               | Лейтенант Джейк Яковіц                               | Антоніо Маргеріті                                                                |                                                                     |
| 1966 | Найманий вбивця                                                                            | Тоні Ло Белло                                        | Франко Проспері                                                                  |                                                                     |
| 1966 | Джанго                                                                                     | Джанго                                               | Серджо Корбуччі                                                                  |                                                                     |
| 1966 | Час різанини                                                                               | Том Корбетт                                          | Лучо Фульчі                                                                      |                                                                     |
| 1966 | Третє око                                                                                  | Міно Альберті                                        | Міно Герріні                                                                     |                                                                     |
| 1966 | Прощавай, Техасе                                                                           | Шериф Берт Салліван                                  | Фердінандо Бальді                                                                |                                                                     |
| 1966 | Біблія: На початку...                                                                      | Абель                                                | Джон Г'юстон                                                                     | Перша роль в американському фільмі                                  |
| 1967 | Чоловік, гордість та помста                                                                | Дон Хосе                                             | Луїджі Баццоні                                                                   |                                                                     |
| 1967 | Камелот                                                                                    | Ланцелот                                             | Джошуа Логан                                                                     | озвучений Джином Мерліно Номінація — премія «Золотий глобус»        |
| 1968 | День сови                                                                                  | капітан Клаудіо Беллоді                              | Даміано Даміані                                                                  | Премія «Давид ді Донателло» за найкращу чоловічу роль               |
| 1968 | Викрадення в Сардинії                                                                      | Гавіно                                               | Джанфранко Мінгоцці                                                              |                                                                     |
| 1968 | Найманець                                                                                  | Сергій «Поляк» Ковальський                           | Серджо Корбуччі                                                                  |                                                                     |
| 1968 | Тихе місце за містом                                                                       | Леонардо Феррі                                       | Еліо Петрі                                                                       |                                                                     |
| 1969 | П'ять днів миру                                                                            | Прапорщик Бруно Граубер                              | Джуліано Монтальдо                                                               |                                                                     |
| 1969 | Детектив Белі                                                                              | Детектив Стефано Беллі                               | Ромоло Гер'єрі                                                                   |                                                                     |
| 1969 | Битва на Неретві                                                                           | капітан Мікеле Ріва                                  | Велько Булаїч                                                                    |                                                                     |
| 1970 | Трістана                                                                                   | Орасіо                                               | Луїс Бунюель                                                                     |                                                                     |
| 1970 | Діва та циган                                                                              | Циган                                                | Крістофер Майлз                                                                  | Номінація — премія «Золотий лавр»                                   |
| 1970 | Вибувший                                                                                   | Бруно Грацца                                         | Тінто Брасс                                                                      |                                                                     |
| 1970 | Компаньони                                                                                 | Йодлаф Петерсон                                      | Серджо Корбуччі                                                                  |                                                                     |
| 1971 | Справа закрита, забудьте                                                                   | Ванці                                                | Даміано Даміані                                                                  |                                                                     |
| 1971 | Зізнання комісара поліції прокуророві республіки                                           | прокурор Таіні                                       | Даміано Даміані                                                                  | Золотий глобус (Італія)                                             |
| 1971 | П'ятий шнур                                                                                | Андреа Білд                                          | Луїджі Баццоні                                                                   |                                                                     |
| 1971 | Відпочинок                                                                                 | Осіріс                                               | Тінто Брасс                                                                      |                                                                     |
| 1971 | Не підставляй іншу щоку                                                                    | Орловський Дмитро Васильович                         | Дуччо Тессарі                                                                    |                                                                     |
| 1972 | Папеса Іванна                                                                              | Людовик II Італійський                               | Майкл Андерсон                                                                   |                                                                     |
| 1972 | Монах                                                                                      | Амбросіо                                             | Адоніс Кіру                                                                      |                                                                     |
| 1973 | Селюк                                                                                      | Москіто                                              | Сільвіо Наріццано                                                                |                                                                     |
| 1973 | Деф Сміт та Джоні Ірс                                                                      | Джоні Ірс                                            | Паоло Кавара                                                                     |                                                                     |
| 1973 | Вбивство Маттеотті                                                                         | Джакомо Маттеотті                                    | Флорестано Ванчіні                                                               |                                                                     |
| 1973 | Поліція звинувачує - закон звільняє                                                        | заступник комісара Алессандро Неллі                  | Енцо Г. Кастелларі                                                               |                                                                     |
| 1973 | Біле Ікло                                                                                  | Джейсон Скотт                                        | Лусіо Фульчі                                                                     |                                                                     |
| 1973 | Помста камори                                                                              | Нікола Белліцці                                      | Паскуале Сквітьєрі                                                               |                                                                     |
| 1974 | Останні дні Муссоліні                                                                      | Вальтер Аудісіо                                      | Карло Ліццані                                                                    |                                                                     |
| 1974 | Закон вулиці                                                                               | Карло Антонеллі                                      | Енцо Г. Кастелларі                                                               |                                                                     |
| 1974 | Повернення Білого Ікла                                                                     | Джейсон Скотт                                        | Лусіо Фульчі                                                                     |                                                                     |
| 1975 | Корупція в суді                                                                            | суддя Роберто Дані                                   | Марчелло Аліпранді                                                               |                                                                     |
| 1975 | Як вбити суддю                                                                             | Джакомо Соляріс                                      | Даміано Даміані                                                                  |                                                                     |
| 1975 | Запах Оніона                                                                               | Оніон Старк                                          | Енцо Г. Кастелларі                                                               |                                                                     |
| 1975 | Квітка в його роті                                                                         | професор Мікеле Белькоре                             | Луїджі Зампа                                                                     |                                                                     |
| 1976 | Марш перемоги                                                                              | капітан Ашуто                                        | Марко Беллоккіо                                                                  |                                                                     |
| 1976 | Чарівники                                                                                  | Садрі                                                | Клод Шаброль                                                                     |                                                                     |
| 1976 | Скандал                                                                                    | Арманд                                               | Сальваторе Сампері                                                               |                                                                     |
| 1976 | Кеома                                                                                      | Кеома Шеннон                                         | Енцо Г. Кастелларі                                                               |                                                                     |
| 1977 | Хрест Сахари                                                                               | Жан Беллар                                           | Тоніно Валерії                                                                   |                                                                     |
| 1977 | Попутник: Початок або кривавий автостоп                                                    | Вальтер Манчіні                                      | Паскуале Феста Кампаніле                                                         |                                                                     |
| 1978 | Загін 10 з Наварон                                                                         | капітан Ніколай Лесковар \ полковник фон Інгорслебон | Гай Гамільтон                                                                    |                                                                     |
| 1979 | Відвідувач                                                                                 | Ісус Христос                                         | Джуліо Парадізі                                                                  | В титрах не вказаний                                                |
| 1979 | Мімі                                                                                       | Гвідо                                                | Флорестано Ванчіні                                                               |                                                                     |
| 1979 | Охотник на акул                                                                            | Майк ДіДонато                                        | Енцо Г. Кастелларі                                                               |                                                                     |
| 1980 | Людина з лицем Богарта                                                                     | Хакім                                                | Роберт Дей                                                                       |                                                                     |
| 1980 | Голубоокий бандит                                                                          | Ренцо Домінічі                                       | Альфредо Джаннетті                                                               |                                                                     |
| 1980 | День кобри                                                                                 | Ларрі Станзані                                       | Енцо Г. Кастелларі                                                               |                                                                     |
| 1981 | Саламандра                                                                                 | полковник карабінерів Данте Матуччі                  | Пітер Ціннер                                                                     |                                                                     |
| 1981 | Сокіл                                                                                      | Страхіня Банович                                     | Ватрослав Міміца                                                                 |                                                                     |
| 1981 | Входить ніндзя                                                                             | Коул                                                 | Менахем Голан                                                                    |                                                                     |
| 1982 | Червоні дзвони. Фільм 1. Мексика у вогні                                                   | Джон Рід                                             | Бондарчук Сергій                                                                 |                                                                     |
| 1982 | Камікадзе 1989                                                                             | Вайс                                                 | Вульф Гремм                                                                      |                                                                     |
| 1982 | Керель                                                                                     | лейтенант Себлон                                     | Райнер Вернер Фассбіндер                                                         |                                                                     |
| 1982 | Ґроґ                                                                                       | Нікола Фанеллі                                       | Франческо Лаудадіо                                                               |                                                                     |
| 1983 | Червоні дзвони. Фільм 2. Я бачив народження нового світу                                   | Джон Рід                                             | Бондарчук Сергій                                                                 |                                                                     |
| 1985 | Андре впорається з ними                                                                    | Андре                                                | Пітер Фрацшер                                                                    |                                                                     |
| 1985 | Покаяний                                                                                   | суддя Фалько                                         | Паскуале Сквітьєрі                                                               |                                                                     |
| 1987 | Гарні краї                                                                                 | Пауль                                                | Майкл Какоянніс                                                                  |                                                                     |
| 1987 | Дівчина                                                                                    | Йохан Берг                                           | Арне Матссон                                                                     |                                                                     |
| 1987 | Джанго 2                                                                                   | Джанго                                               | Нелло Россаті                                                                    |                                                                     |
| 1987 | Велика біда у фільмі "Картахена".                                                          | Франциск                                             | Томмазо Дацці                                                                    |                                                                     |
| 1988 | Винищувач прибульців                                                                       | Тед Анджело                                          | Нелло Россаті                                                                    |                                                                     |
| 1988 | Пігмаліон 88                                                                               | Лоренцо                                              | Флавіо Могеріні                                                                  |                                                                     |
| 1988 | Молодий Тосканіні                                                                          | Клаудіо Тосканіні                                    | Франко Дзеффіреллі                                                               |                                                                     |
| 1988 | Марія Магдалина                                                                            | Янца                                                 | Моніка Теубер                                                                    |                                                                     |
| 1988 | Біжи щоб вижити                                                                            | Комісар                                              | Теренс Янг                                                                       |                                                                     |
| 1990 | Міцний горішок 2                                                                           | генерал Рамон Есперанса                              | Ренні Харлін                                                                     |                                                                     |
| 1990 | Подих життя                                                                                | Гесуладо                                             | Беппе Чіно                                                                       |                                                                     |
| 1991 | Амелія Лопес О'Ніл                                                                         | Фернандо                                             | Валерія Сарм'єнто                                                                |                                                                     |
| 1992 | Браття та сестри                                                                           | Франко                                               | Пупі Аваті                                                                       |                                                                     |
| 1992 | Багряна Зоря                                                                               | Пол Герцог                                           | Марчелло Аліпранді                                                               |                                                                     |
| 1992 | Золото                                                                                     | Габріеле да Поппі                                    | Фабіо Бонці                                                                      |                                                                     |
| 1992 | Гравець                                                                                    | камео                                                | Роберт Альтман                                                                   | Сцена з актором видалена                                            |
| 1993 | Лукона                                                                                     | Енцо Ломбардо                                        | Джек Голд                                                                        |                                                                     |
| 1993 | Джонатан - друг медведів                                                                   | Джонатан Ковальський                                 | Енцо Г. Кастелларі                                                               |                                                                     |
| 1995 | Я та король                                                                                | майор Феррі                                          | Лусіо Гаудіно                                                                    |                                                                     |
| 1996 | Італійці йдуть                                                                             | Луїджі                                               | Еял Халфон                                                                       |                                                                     |
| 1996 | Тиха ніч                                                                                   | Адольфо Кавані                                       | Скотт Мішелл                                                                     |                                                                     |
| 1996 | Завоювання                                                                                 | Арпадо                                               | Габор Колтай                                                                     |                                                                     |
| 1997 | Дотик – виклик                                                                             | Ісус Барро                                           | Енріко Колетті                                                                   |                                                                     |
| 1997 | Медаль                                                                                     | Ферреро                                              | Серхіо Россі                                                                     |                                                                     |
| 1998 | Вбивство Версаче                                                                           | Джанні Версаче                                       | Менахем Голан                                                                    |                                                                     |
| 1998 | Розмова Ангелів                                                                            | доктор Вісенте Ареавага                              | Нік Хемм                                                                         |                                                                     |
| 1999 | Бандити                                                                                    | Нерза                                                | Паскуале Сквітьєрі                                                               |                                                                     |
| 1999 | Незваний гість                                                                             | Ральф Бароло                                         | Карло Габріель Неро                                                              |                                                                     |
| 2000 | Мірка                                                                                      | Джанкарло                                            | Рашид Бенхадж                                                                    |                                                                     |
| 2000 | Вітри пристрасті                                                                           | Мікеле Джангранде                                    | Сандро Чекка                                                                     |                                                                     |
| 2001 | Хімера                                                                                     | бізнесмен                                            | Паппі Корсикато                                                                  |                                                                     |
| 2001 | Корона Святого Іштвана                                                                     | Бішоп Геллера                                        | Габор Колтай                                                                     |                                                                     |
| 2001 | Спляча наречена                                                                            | Марко                                                | Сільвано Агості                                                                  |                                                                     |
| 2001 | Вічна битва                                                                                | генерал Мікеланджело Франчіні                        | Браян Тренчард-Сміт                                                              |                                                                     |
| 2002 | Білий дим                                                                                  | кардинал Тура                                        | Мікель Гарсіа Борда                                                              |                                                                     |
| 2002 | Останній етап                                                                              | Антоніо                                              | Івано Де Маттео                                                                  |                                                                     |
| 2004 | Після сексу                                                                                | Бахус                                                | Юрій Якубіско                                                                    |                                                                     |
| 2004 | Вартові хмар                                                                               | Батько                                               | Лучано Одорісіо                                                                  |                                                                     |
| 2005 | Вічний блюз                                                                                | Лука                                                 | Франко Неро                                                                      | Режисерський дебют                                                  |
| 2006 | Ганс                                                                                       | магістрат                                            | Луї Неро                                                                         |                                                                     |
| 2006 | Любов і свобода, Масаніелло                                                                | віце-король Д'Аркос                                  | Анджело Антонуччі                                                                |                                                                     |
| 2007 | Неповнолітні                                                                               | Мікеле Акучелла                                      | Фульвіо Вецль                                                                    |                                                                     |
| 2008 | Маріо і чарівник                                                                           | Маріо                                                | Тамаш Алмаші                                                                     |                                                                     |
| 2008 | Ублюдки                                                                                    | Рене Ювара                                           | Федеріко Дель Зоппо, Андрес Альсе Мельдонадо                                     |                                                                     |
| 2008 | Лють                                                                                       | наставник                                            | Луї Неро                                                                         |                                                                     |
| 2008 | Єлизавета Баторій: графиня крові                                                           | король Угорщини Матіас II                            | Юрій Якубіско                                                                    |                                                                     |
| 2008 | Я ненавиджу тебе - я хочу останньої хрестоматійної ночі перед трьома поцілунками над небом | бродяга                                              | Піно Інсеньо, Джанлука Содаро                                                    | Камео                                                               |
| 2009 | Вбивство — моя справа, люба                                                                | Енріко Пуццо                                         | Себастьян Німан                                                                  |                                                                     |
| 2009 | Палестріна - принц музики                                                                  | Доменіко Феррабоско                                  | Георг Брінтруп                                                                   |                                                                     |
| 2010 | Ангел Хіросіма                                                                             | Полювальник                                          | Джанкарло Планта                                                                 |                                                                     |
| 2010 | Листи до Джульєтти                                                                         | Лоренцо Бартоліні                                    | Гері Вінік                                                                       |                                                                     |
| 2010 | В'язень таємниці                                                                           | бродяга                                              | Карло Фуско                                                                      |                                                                     |
| 2011 | Распутін                                                                                   | Наратор                                              | Луї Неро                                                                         |                                                                     |
| 2011 | Новий порядок                                                                              | доктор Корнеліус Ван Морген                          | Марко Россон                                                                     |                                                                     |
| 2011 | Батько                                                                                     | Енріко                                               | Паскуале Сквітьєрі                                                               |                                                                     |
| 2011 | Тачки 2                                                                                    | дядько Тополіно                                      | Джон Лассетер                                                                    | Голос                                                               |
| 2012 | Канепаццо                                                                                  | Альваро Джента                                       | Девід Петруччі                                                                   |                                                                     |
| 2012 | Спогади, та що вони мені розповіли                                                         | Паоло                                                | Люсія Мурат                                                                      |                                                                     |
| 2012 | Джанґо вільний                                                                             | Амеріго Вессепі                                      | Квентін Тарантіно                                                                | Камео                                                               |
| 2012 | Ліс                                                                                        | Енцо Філіпо                                          | Майкл Манделл                                                                    |                                                                     |
| 2013 | Нав'язливі ритми                                                                           | Кармін                                               | Фанні Ардан                                                                      |                                                                     |
| 2013 | Пекло Данте: анімаційний епос                                                              |                                                      | Майк Діза Шуко Мурасе Ясуомі Умецу Віктор Кук Чон-Сік Нам Кім Сан Джин Лі Син Гю | Озвучення для італійського перекладу                                |
| 2014 | Німфа                                                                                      | Ніко                                                 | Мілан Тодорович                                                                  |                                                                     |
| 2014 | Острів любові                                                                              | Маркіз Полесіні                                      | Ясміла Жбаніч                                                                    |                                                                     |
| 2014 | Сини Маам                                                                                  | Ірод                                                 | Паоло Консорті                                                                   |                                                                     |
| 2016 | Хлопчик із Джудекки                                                                        | Сальваторе                                           | Альфонсо Бергамо                                                                 |                                                                     |
| 2016 | Загублене місто Z                                                                          | барон Гондоріз                                       | Джеймс Грей                                                                      |                                                                     |
| 2017 | Сусідство                                                                                  | Гульєльмо                                            | Френк Д'Анджело                                                                  |                                                                     |
| 2017 | Джон Уік 2                                                                                 | Юлій                                                 | Чад Стагелські                                                                   |                                                                     |
| 2017 | Злочинність не виходе на пенсію                                                            | Прімаріо                                             | Фабіо Фулько                                                                     |                                                                     |
| 2017 | Айсмен                                                                                     | Дітоб                                                | Фелікс Рандау                                                                    |                                                                     |
| 2017 | Час їхнього життя                                                                          | Альберто                                             | Роджер Голдбі                                                                    |                                                                     |
| 2018 | Зломані ключі                                                                              | Хірам Абіф                                           | Луї Неро                                                                         |                                                                     |
| 2018 | Червона земля (Россо Істрія)                                                               | професор Амбросин                                    | Максиміліано Ернандо Бруно                                                       |                                                                     |
| 2018 | Троянда взимку                                                                             | Райнер Прегер                                        | Джошуа Сінклер                                                                   |                                                                     |
| 2019 | Скоро вже вечір                                                                            | Розаріо Де Мартіно                                   | Клаудіо Інсеньо                                                                  |                                                                     |
| 2019 | Справа Колліні                                                                             | Фабріціо Колліні                                     | Марко Кройцпайнтнер                                                              |                                                                     |
| 2020 | Recon                                                                                      | Анджело                                              | Роберт Девід Порт                                                                |                                                                     |
| 2021 | Матч                                                                                       | Бранко                                               | Яків Седляр, Домінік Седлар                                                      |                                                                     |
| 2021 | З'їхати з рейок                                                                            | Джованні                                             | Джулс Вільямсон                                                                  |                                                                     |
| 2021 | Безсмертник                                                                                | Паоло                                                | Владислав Козлов                                                                 |                                                                     |
| 2022 | Людина з Риму                                                                              | Папа Римський                                        | Серхіо Доу                                                                       |                                                                     |
| 2022 | Людина, яка намалювала Бога                                                                | Емануїл                                              | Франко Неро                                                                      | Режисер                                                             |
| 2023 | Екзорцист Ватикану                                                                         | Папа Римський                                        | Джуліус Евері                                                                    | номінований - Премія "Золота малина" за найгіршу роль другого плану |
| 2024 | Щасливі дні                                                                                | Антоніо                                              | Симона Петралія                                                                  |                                                                     |
| TBA  | У Дантових руках                                                                           |                                                      | Джуліан Шнабель                                                                  | Зйомки продовжуються                                                |

### Телебачення
| Рік     | Назва                                       | Роль                        | Режисер                                            | Особливості                         |
| ------- | ------------------------------------------- | --------------------------- | -------------------------------------------------- | ----------------------------------- |
| 1975    | Легенда про Валентино                       | Рудольф Валентино           | Мелвілл Шавельсон                                  | Телевізійний фільм                  |
| 1976    | 21 година в Мюнхені                         | Луттіф Афіф                 | Вільям А. Грем                                     | Телевізійний фільм                  |
| 1978    | Пірат                                       | Шейх Байдр Аль-Фай Пірат    | Кен Аннакін                                        | Телевізійний міні-серіал            |
| 1979    | Троянди Гданська                            | Генерал Конрад ван дер Берг | Альберто Бевілаква                                 | Телевізійний міні-серіал            |
| 1983    | Wagner                                      | Креспі                      | Тоні Палмер                                        | Телевізійний міні-серіал            |
| 1983    | Лісники                                     | Андреас Беме                |                                                    | Телевізійний фільм                  |
| 1984    | Останні дні Помпеї                          | Арбак                       | Пітер Р. Хант                                      | Телевізійний міні-серіал            |
| 1985    | Un marinaio e mezzo                         | Нік                         | Томмазо Дацці                                      | Телевізійний фільм                  |
| 1985    | Автостопом                                  | доктор Пітер Мілн           | Май Зеттерлінг                                     | Телесеріал Епізод: "Вбивчі почуття" |
| 1986    | Вівтар для матері                           |                             | Едіт Брук                                          | Телевізійний фільм                  |
| 1987    | Генерал                                     | Джузеппе Гарібальді         | Луїджі Маньї                                       | Телевізійний міні-серіал            |
| 1988    | Вітряки богів                               | Йонеску                     | Лі Філіпс                                          | Телевізійний міні-серіал            |
| 1989    | Магістрат                                   | Паоло Піцці                 | Кеті Мюллер                                        | Телевізійний міні-серіал            |
| 1989    | Заручений                                   | Крісторо                    | Сальваторе Носіта                                  | Телевізійний міні-серіал            |
| 1990    | Блакитна кров                               | Сандро Кастеллані           | Сідні Хейерс                                       | Телесеріал Епізод: "Gegen die Uhr"  |
| 1990    | Сьогодні я теж виграв                       | Саверіо Паллука             | Лодовіко Гаспаріні                                 | Телевізійний фільм                  |
| 1991    | Молода Катерина                             |                             | Майкл Андерсон                                     | Телевізійний міні-серіал            |
| 1991    | Друг Джуліан                                | Доменіко                    | Габор Колтай                                       | Телевізійний міні-серіал            |
| 1992    | Доторкнись і помри                          | Aquani                      | П'єрніко Солінас                                   | Телевізійний фільм                  |
| 1993    | Вавилонська змова                           | Кріс Ленг                   | Петро Пацак                                        | Телевізійний фільм                  |
| 1993    | Глибокий синій                              | Лука Морінарі               | Філіппо де Луїджі                                  | Телевізійний фільм                  |
| 1994    | Близькі вороги                              | Лоренцо Страделла           | П'єрніко Солінас                                   | Телевізійний фільм                  |
| 1994    | Перстень дракона                            | Король драконів             | Ламберто Бава                                      | Телевізійний міні-серіал            |
| 1996    | Повернення Сандокана                        | Йоги Азім                   | Енцо Г. Кастелларі                                 | Телевізійний міні-серіал            |
| 1997    | Цар Давид: Ідеальний володар                | Натан                       | Роберт Марковіц                                    | Телевізійний фільм                  |
| 1997    | Вогняна пустеля                             | Марсель Дювів'є             | Енцо Г. Кастелларі                                 | Телевізійний міні-серіал            |
| 1997    | Намальована леді                            | Роберт Тассі                | Джуліан Джарролд                                   | Телевізійний міні-серіал            |
| 1997    | Ніхто не виключав                           | Альфонсо Мартінес           | Массімо Спано                                      | Телевізійний фільм                  |
| 1997    | Хрещена мати                                | Маріо Доміно                | Девід Грін                                         | Телевізійний фільм                  |
| 1998    | Скарб Дамаска                               | Андреа                      | Хосе Марія Санчес                                  | Телевізійний фільм                  |
| 2000    | Святий Павел                                | Гамаліїл                    | Роджер Янг                                         | Телевізійний міні-серіал            |
| 2001    | Голос крові                                 | Антоніо Кастальді           | Алессандро Ді Робілант                             | Телевізійний фільм                  |
| 2001    | Хрестоносці                                 | Ібн-Азул                    | Домінік Отенен-Жирар                               | Телевізійний міні-серіал            |
| 2002    | Восьмий смертний гріх: Тосканська карусель  | Джузеппе Мантальдо          | Петро Пацак                                        | Телевізійний фільм                  |
| 2003    | Некороноване серце                          | Дресирувальник ведмедя      | Петро Пацак                                        | Телевізійний фільм                  |
| 2003    | Любов, брехня, пристрасті                   | П'єтро Белліні              | Марко Серафіні                                     | Телевізійний міні-серіал            |
| 2003    | Погані нахили                               | бродяга                     | П'єрфранческо Кампанелла                           | Телевізійний фільм                  |
| 2005    | Літнє сонцестояння                          | Лоренцо                     | Джайлз Фостер                                      | Телевізійний фільм                  |
| 2006    | Святе сімейство                             | Захарія                     | Рафаель Мертес                                     | Телевізійний фільм                  |
| 2007    | Принц і дівчина                             | Граф Массімо ді Романо      | Карстен Віхнярц, Аксель де Рош                     | Телесеріал 8 серій                  |
| 2007    | Дві сім'ї                                   | Моранді                     | Романо Скаволіні                                   | Телевізійний фільм                  |
| 2008    | Кров і троянда                              | Умберто Манчіні             | Сальваторе Сампері, Лучано Одорізіо, Луїджі Парізі | Телесеріал Епізод: "Prima puntata"  |
| 2008    | Моє серце в Чилі                            | Карлос Санчес               | Йорг Грюнлер                                       | Телевізійний фільм                  |
| 2008    | Ніч у Гранд Готелі                          | Ферран Морено               | Торстен Нетер                                      | Телевізійний фільм                  |
| 2008    | Чотири пори року Розамунди Пілчер           | Макс Фрімен                 | Джайлз Фостер                                      | Телевізійний міні-серіал            |
| 2010    | Неспокійне серце: Сповідь святого Августина | Августин Гіппонський        | Крістіан Дюгуей                                    | Телевізійний міні-серіал            |
| 2011    | Закон і порядок: Спеціальний корпус         | Роберто Дістазіо            | Дік Вульф                                          | Телесеріал Епізод: "Випалена земля" |
| 2017–18 | Смачне                                      | Джо Бенеллі                 | Джон Хардвік, Клер Кілнер                          | Телесеріал 4 епізоди                |
| 2019    | Різдво в Римі                               | Луїджі Форлінгетті          | Ерні Барбараш                                      | Фільм Hallmark Channel              |
| 2022    | Джанго                                      | Священик                    | Франческа Коменчіні                                | Телевізійний міні-серіал            |

### Відеоігри
| Рік  | Назва             | Роль            | Особливості |
| ---- | ----------------- | --------------- | ----------- |
| 2011 | Тачки 2: відеогра | дядько Тополіно | Озвучування |